# Argentavis magnificens
Argentavis magnificens (ave argentina magnífica) es una especie extinta de ave Catartiforme de la familia Teratornithidae, es la única especie descubierta del género Argentavis. Los restos fósiles fueron encontrados en Argentina en el año 1979; se cree que se extinguió en el Mioceno superior, entre ocho a seis millones de años antes del presente.
La especie es una de las mayores aves voladoras de la que se tiene conocimiento y se cree que pudo llegar a tener una envergadura de hasta ocho metros. Habitó, durante el Mioceno superior, la llanura chacopampeana y las planicies de la Patagonia. Probablemente las Teratornithidae como el Argentavis están relacionados directamente con los ancestros de los actuales buitres americanos.

## Características
Con un peso de unos 70 kg, una envergadura de 7 m, plumas remeras de hasta un metro de longitud, ha intrigado durante mucho tiempo cómo sería posible su vuelo; finalmente se ha comprobado que la existencia de un ave voladora gigantesca fue facilitada por el relieve llano alternado con elevaciones y un régimen casi constante de vientos en su hábitat hace unos seis millones de años.
En efecto, según los modelos computarizados a partir del estudio de los fósiles, la enorme ave podía levantar el vuelo de modo semejante a los actuales planeadores y, sobre todo, de modo semejante a las actuales alas delta y parapentes; en el primero de los casos efectuaría cortas carreras contra el viento y con las alas extendidas, en el segundo de los casos se lanzaría desde lomas o colinas, una vez en el aire, de un modo semejante a los actuales cóndores aprovecharía las columnas de corrientes térmicas ascendentes con las cuales seguiría planeando fácilmente hasta los dos mil metros sin necesidad de batir sus alas, luego efectuaría un vuelo libre en grandes círculos.
Se considera que luego su vuelo podría estabilizarse en un rango de altitudes que iban de los doscientos metros a los mil metros con una velocidad de planeo de unos 70 km/h. De tal modo que en doce horas de vuelo diario podía recorrer unos 840 km por lo cual tardaría tres días en prospectar la totalidad de su territorio.

## Historia natural
Siendo un gigantesco buitre, es lo más probable que el Argentavis magnificens recurriera frecuentemente al cleptoparasitismo aprovechándose de las presas cazadas por carnívoros como los grandes marsupiales llamados tilacosmílidos a los cuales alejaría amendrentándoles con su tamaño.
La fecundidad del Argentavis magnificiens era muy baja; ponía un promedio de 0,78 huevos al año.

## Dimensiones
- Envergadura: 6,5 a 8 m
- Longitud: 3,5 m
- Altura: 2 m
- Peso: 65-100 kg

La envergadura era descomunal en comparación con la de las mayores aves voladoras actuales como el albatros, con 3,5 metros de envergadura máxima, o el cóndor andino, con más de 3 metros y hasta 12 kg de peso. Su peso también era muy superior al del ave voladora actual más pesada, la avutarda, con 18 kg.
Viendo las dificultades de vuelo de las grandes especies voladoras actuales, se supone que Argentavis magnificens era un ave planeadora, que aprovechaba las corrientes de aire ascendentes para planear y mantenerse en vuelo, con bastantes analogías con el cóndor de los Andes.